# Schottischer Clan

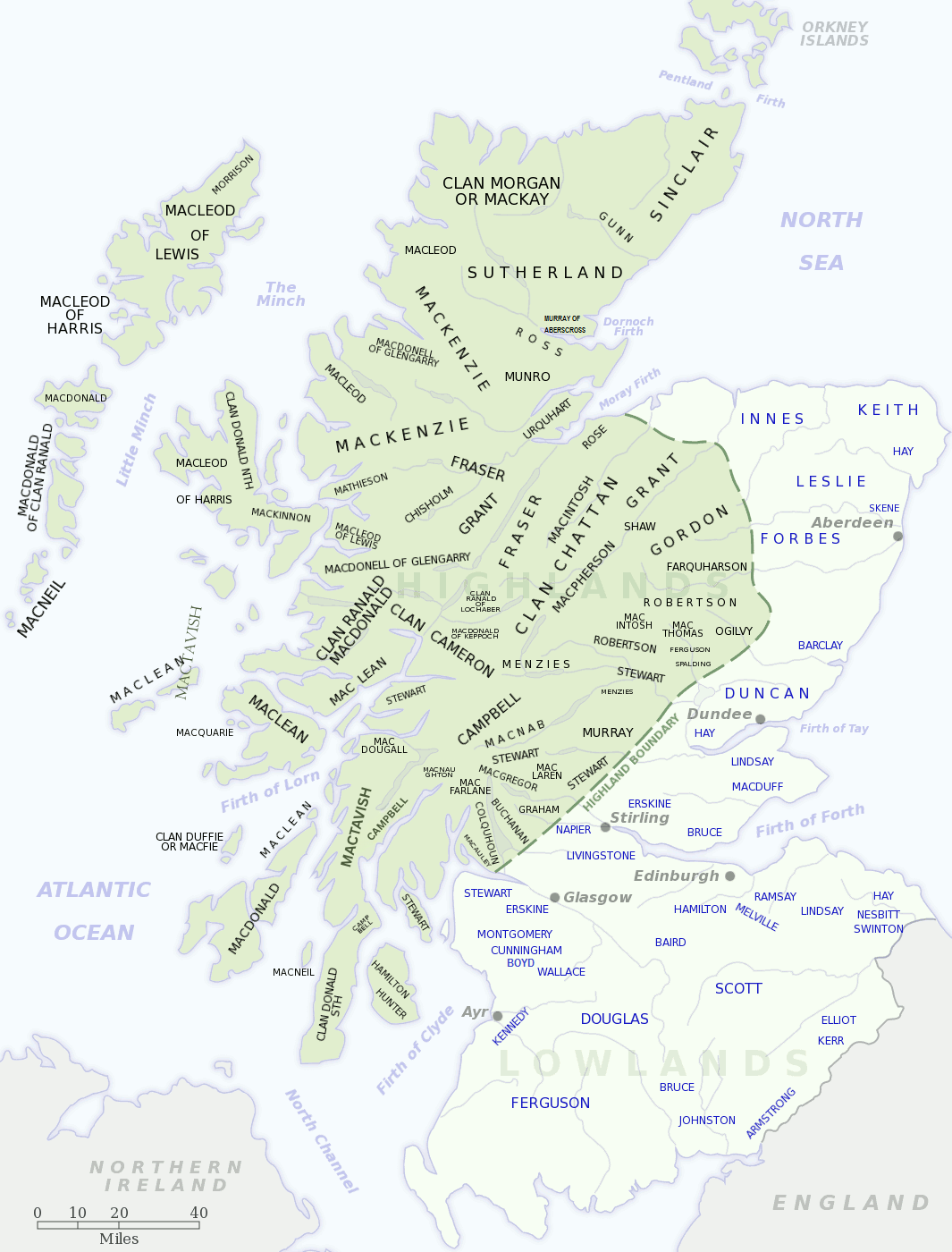
Verbreitungsgebiete der schottischen Clans

Ein schottischer Clan ist ein traditioneller sozialer Großverband von in der Regel zumindest entfernt verwandten Personen in Schottland. Das englische Wort Clan (von schottisch-gälisch clann „Kinder, Abkömmlinge, Stamm, Familie“) bezeichnete ursprünglich eine Gruppe von Familien, die eine eng umrissene geographische Einheit bewohnten, beispielsweise ein Bergtal (Glen) oder eine Insel, und die sich auf eine gemeinsame Abstammung und Herkunft von einem Ahnherrn beriefen (meist mythischen oder sagenhaften Ursprungs). Sie alle erkannten den Clan Chief als ihren Herrn und Richter an; im Gegenzug war dieser verpflichtet, die Interessen seiner Gefolgsleute auch mit der Waffe zu verteidigen. Heute wacht der staatliche Lord Lyon King of Arms über die Rechte der Clan-Chiefs, der Clans und der Familien.
Die schottischen Clans haben ihren Ursprung im Nordwesten von Europa. Schottland besteht aus dem nördlichen Teil der größten europäischen Insel Großbritannien sowie mehreren Inselgruppen.

## Innere Struktur eines schottischen Clans

### Chief
Das Oberhaupt eines Clans ist der Clan Chief. Dieses Amt, verbunden mit den Titeln, wurde an den ältesten männlichen Nachkommen weitergegeben. Der Chief war oberster Richter bei Streitigkeiten innerhalb des Clans und dessen oberster Heerführer. Er verteilte das Land, das ursprünglich dem Clan insgesamt gehörte, aber mit dem Aufkommen des königlichen Feudalsystems als Land des Chiefs gesehen wurde, und war für die ärmsten Mitglieder des Clans verantwortlich.
Heute ist der Titel eines Chiefs ein vom schottischen Gesetz und vom Lord Lyon King of Arms gehütetes Rechtsgut. Der Chief ist der Inhaber der Rechte, beispielsweise eines Clanabzeichens (badge) und eines speziellen Webmusters für Stoffe (tartan). Ihm steht es zum Beispiel frei, das Tragen eines Tartans zu regeln. Als Zeichen seiner Würde trägt der Clan-Chief drei Federn an seiner Schottenmütze (bonnet).

### Chieftain
Der Chieftain ist das Oberhaupt einer bedeutenden Familie innerhalb eines Clans. Früher legte er Streitigkeiten innerhalb seiner Familie bei und war für den Dienst seiner Familie gegenüber dem Clan-chief verantwortlich. Er führte die Krieger seiner Familie in Kämpfen an. Der Chieftain des ältesten Familienverbandes innerhalb des Clans befehligte die rechte Flanke im Krieg. Heute sind viele Chieftains, wie die Chiefs ihres Clans, Inhaber der Rechte an Wappen, Tartan, Badge etc. Als Zeichen seiner Würde trägt der Chieftain zwei Federn am Bonnet.

### Barde
Jeder Chief und jeder bedeutendere Chieftain hatte an seinem Hof einen Barden, der in Friedenszeiten Erzähler und Unterhalter für den Chief war. Er verfasste Gedichte zu besonderen Anlässen, wie z. B. Hochzeiten, Geburten etc. In Kriegszeiten stimmte er den Clan auf den Kampf ein, indem er unter anderem die ruhmvolle Geschichte des jeweiligen Clans vortrug.

### Piper
Wie der Barde, so war auch das Amt des Pipers zweigeteilt: in Friedenszeiten für die Unterhaltung bei Festen verantwortlich und in Kriegszeiten Unterstützung für die Moral der eigenen Truppen. Oftmals hatte eine Person das Amt des Barden und das des Pipers gleichzeitig inne.

## Struktur der schottischen Clans
Unterschieden wird zwischen drei Kategorien von Clans:
- Zur wichtigsten Gruppe gehören Clans wie die Stewart of Appin, Campbells, die MacDonalds, die MacLeods, die Gordons und vielleicht noch Clan Chattan und die MacKenzies, die über große Gebiete herrschten. Sie alle zerschlugen kleinere Clans oder übernahmen diese und deren Land mit Macht, durch Einheirat oder geschicktes politisches Agieren. Darüber hinaus hatten sie oft auch auf nationaler Ebene großen politischen Einfluss.
- Die zweite Kategorie mit etwas weniger Einfluss waren die McGregors, Frasers, Gunns, MacPhersons, MacLachlans, und MacLeans. Dazu gehörten ebenfalls kleine Familiengruppen wie der Kennedy-Clan.
- Schließlich gab es Clans, die Titel oder Namen hatten wie beispielsweise „Clan der Nacht“ (die Morrisons von Mull), „Clan der Briten“ (die Galbraith Familie von Gigha) oder der „Clan der Kinder Raigns“ (die Rankins).

## Geographie und Wirtschaft der Clans
Schottische Clans werden heute mit den Highlands auf dem schottischen Festland und den Inseln nordwestlich davon, speziell mit der Insel Man und den Hebriden, assoziiert und nur zu einem geringeren Teil mit den Randgebieten wie zum Beispiel den Scottish Borders und Galloway. Im Zentralbereich Schottlands und im größten Teil des Flachlands sind solche Verwandtschaftsgruppen schon sehr früh durch das Feudalsystem verdrängt worden.
Die Hochlandlinie erstreckt sich diagonal vom Clyde bis nach Stonehaven an der Nordsee, südlich von Aberdeen. Nördlich davon fühlten sich die Clans an die jeweiligen Gebiete gebunden, die sie als Familienland beanspruchten. Die tiefen Täler und weiten Hochlandgebiete wurden von Clans, wie den Campbells in Argyll, den Camerons in Lochaber, den Robertsons in Rannoch, den Mackays in Sutherland bevölkert und die Inseln im Westen waren die Domäne der MacDonalds in Islay, der Macleans in Mull, Tiree und Coll, während Skye zwischen den MacDonalds, MacLeods und Mackinnons aufgeteilt war.
Die Wirtschaft in den Highlands und das Leben der Clans sollte über Jahrhunderte mehr oder weniger unverändert bleiben. Trotz des kargen Bodens waren alle Clans nahezu autark und lebten vom eigenen Ackerbau und von den Kleinrindern, die in den Bergen weideten. Auf den Inseln und an der Küste fischten die Clanmitglieder und exportierten den Fangüberschuss ins schottische Tiefland. In den Tälern hatten sie ihre Gerste zum Whiskybrauen und Hafer als Grundnahrungsmittel. Es war ein karges Leben für die Clanangehörigen. Weil das Vieh vor Diebstahl geschützt werden musste, mussten die Clans auch gelegentlich zu den Waffen greifen.

## Geschichte

### Ursprünge bis ins 12. Jahrhundert
Viele Clans führen ihre Ursprünge auf einen legendären Vorfahren zurück, von dem alle Clanmitglieder abstammen. Tatsächlich sind die meisten Clanmitglieder jedoch nicht notwendigerweise miteinander verwandt. Die heutige historische Forschung führt die Entstehung der schottischen Clans auf frühe Stammesgesellschaften zurück, wie sie auch in anderen Ländern existierten. Auch beispielsweise in den schottischen Lowlands überlebten noch Überbleibsel alter Stammesverbindungen bis ins 18. Jahrhundert, so bemühten sich die Magnaten der Lowlands darum, das Fortkommen ihrer Verwandten in Schottland, England und im britischen Weltreich zu fördern. Die schottischen Clans in den Highlands waren jedoch insofern anders, weil hier länger eine enge Verbindung zwischen Clanzugehörigkeit und militärischer Verpflichtung gegenüber dem Clan Chief bestand.  Einem Clan anzugehören, hieß nicht nur, in ein soziales Netz eingebunden zu sein, sondern beinhaltete auch die Pflicht zum Kriegsdienst für den Herrn. Einzigartig ist bei schottischen Clans die Pflege von Traditionen wie Liedern, Genealogien und Geschichten, die tief in der schottischen Kultur verwurzelt ist.
In Schottland ist das Stammessystem, das z. B. irische Eroberer, die Scotti oder Scots, aus dem Norden Irlands mit ins frühe schottische Königreich Dalriada brachten, ein Ursprung der schottischen Clans. Andere Clans führen ihre Abstammung auf nordische Eroberer zurück, die z. B. die Hebriden besiedelten.
Ein weiterer Ursprung der Clans ist das englische Feudalsystem, das sich mit anderen Traditionen mischte: Mit der Thronbesteigung 1057 von Malcolm Ceann Mor als Malcolm III., der in England aufgewachsen und die englische Prinzessin Margaret als Frau mitbrachte, fanden zunehmend englische Traditionen in Schottland Eingang. Das Machtzentrum Schottlands verschob sich mit Malcolm vom keltischen Nordwesten in den angelsächsisch beeinflussten Süden Schottlands. Auch spätere schottische Könige, Alexander und David, waren in England erzogen worden, das durch die normannische Eroberung von Wilhelm inzwischen ein anglonormannischer feudaler Staat war. David, der 1124 schottischer König wurde, teilte viele Ländereien unter seinen anglonormannischen Gefolgsleuten auf, darunter waren Walter FitzAlan, Davids High Stewart und Stammvater des späteren Hauses Stewart, und Robert de Brus, Ahn des Clan Bruce. Durch eine kluge Heiratspolitik mit schottischen Erbinnen etablierten sich diese Familien ebenfalls in Schottland, so dass vor allem in den schottischen Lowlands ein neues, feudal geprägtes System mit anglonormannischen Adeligen die alten keltischen Eliten und Traditionen ersetzte.
In den Highlands Schottlands blieben diese alten keltischen Traditionen im 12. Jahrhundert bestehen, und der schottische König hatte dort wenig zu sagen. Ein erster großer Konflikt zwischen dem König von Schottland als Zentralmacht und anderen Herrschern in den Highlands war die Schlacht 1130 zwischen schottischen Truppen König Davids auf der einen Seite und Truppen des bisher mehr oder weniger autonomen Reichs des Earls von Moray, dessen Familie zuvor auch schon Könige von Schottland gestellt hat. Die Schlacht wurde 1130 zugunsten des Königs entschieden, der den Sieg nutzte, um auch einige seiner anglonormannischen Gefolgsleute in Moray zu verteilen. Nach dem Tod Davids rebellierten die Kelten in Moray gegen die Königsmacht und fanden diesmal einen Unterstützer durch Somerled, der sich als Herrscher des Königreichs der Inseln positionierte, das Movern, Lochaber, Argyll und die südlichen Hebriden umfasste. Somerleds Nachkommen sollten mächtige Clans im Nordwesten auf den Inseln und auf dem Festland Schottlands werden, die MacDonalds und MacDougalls.

### 13. Jahrhundert und Schottische Unabhängigkeitskriege im 14. Jahrhundert
Aus dem 13. Jahrhundert stammen die ersten Hinweise, dass sich in den westlichen Highlands weitere Clans etablierten – einige Beispiele: Auf dem Festland Schottlands südlich des Kyle of Lochalsh fanden sich die Macleods, die hauptsächlich auf nordische Ursprünge zurückblickten und behaupten, über ihren Gründer Leod von Magnus, dem König der Insel Man abzustammen. Bei Kintail fanden sich die Earls of Ross und ihre Vasallen, die Mackenzies, während auf der Insel Gigha und später den Inseln Barra und Colonsay die MacNeils dominierten, die ihre Abstammungslinie auf irische Könige zurückführten. Clan Diarmid (die Campbells) beanspruchten ebenfalls eine Herkunft von Königen und Kriegshelden aus Irland und Dalriada und waren gegen Ende des 13. Jahrhunderts fest bei Lochawe im Herzen von Argyll etabliert.
In den östlichen und zentralen Gebieten der Highlands herrschten bis ins 13. Jahrhundert zunächst eine Reihe von keltischen Earls: Mar and Moray, Atholl, Angus, Buchan und Fife. Als im 14. Jahrhundert die keltischen Linien ausstarben, gingen die schottischen Könige dazu über, die Gebiete an Mitglieder der königlichen Familie oder an anglonormannische Adelige als Lehen zu vergeben, auch heirateten viele der Neuankömmlinge in diesen Gebieten keltische Erbinnen. Durch das Verschwinden der alten keltischen Clans entstanden nun neue Clans, die entweder durch familiäre Beziehungen noch zusammenhielten oder die nur dadurch, dass sie auf demselben Gebiet lebten. Im Gegensatz zu den eher patriarchal geprägten Clans im Westen organisierten sich diese neuen Clans im Osten und Zentrum der Highlands nun eher nach den Prinzipien eines Feudalsystems. Dieses Feudalsystem brachte den Clanmitgliedern möglicherweise eine größere Sicherheit als das Clansystem des Westens, das auf vagen oder imaginierten Verwandtschaftsbeziehungen beruhte, und die Clanchiefs konnten sich für ihren Landbesitz auf eine königliche Urkunde oder ähnliche Schriftstücke berufen.
Erstmals deutlich in der Geschichte Schottlands traten die schottischen Clans Anfang des 14. Jahrhunderts hervor, und zwar in den Schottischen Unabhängigkeitskriegen. Nach einer unklaren Thronfolge in Schottland brachen Konflikte aus zwischen Schottland und England, das sich in die Situation einmischte und einen England gewogenen Kandidaten favorisierte. Schließlich kristallisierte sich einer der schottischen Adeligen, Robert Bruce, der einen Anspruch auf den schottischen Thron hatte, als ein Anführer der Schotten heraus. Im Kampf gegen den englischen König Eduard sammelte Robert Bruce eine Reihe von schottischen Clans um sich, aber auch auf der englischen Seite kämpften einige der schottischen Clans, insbesondere die Comyns und der Clan MacDougall. In der entscheidenden Schlacht von Bannockburn 1309 siegte die Seite von Robert Bruce. Als 1328 ein Friedensvertrag zwischen England und Schottland geschlossen wurde, wurde Robert Bruce König Robert I. von Schottland. Robert belohnte die Clans wie die Campbells, die sich mit ihm verbündet hatten, indem er ihnen die Ländereien gab, die er den Clans abnahm, die gegen ihn gekämpft hatten.

### 15. bis 17. Jahrhundert
Obwohl Schottland unter einem König offiziell vereinigt war, behielten viele Gebiete eine Quasi-Autonomie, weil sich die schottische Krone dort nicht durchsetzen konnte oder wollte. So wurden die Inseln im Nordwesten (wie die südlichen Hebriden) und das gegenüberliegende nordwestliche Festland Schottlands lange vom Clan MacDonald beherrscht, die sich als Lords of the Isles über 150 Jahre halten konnten und ihr Gebiet wie ein Königreich innerhalb des Königreichs Schottland beherrschten. Als das Lordship of the Isles 1496 aufgrund von Auseinandersetzungen zwischen rivalisierenden Familienzweigen des Clan MacDonald zusammenbrach, begannen Jahrzehnte von kriegerischen Auseinandersetzungen zwischen Clans, die um die Vorherrschaft im Westen kämpften.
Auch der Rest des Hochland Schottlands war aufgrund seines schwierigen Terrains für königliches Militär und Verwaltung kaum zu erreichen. Also war es für die schottischen Könige schwierig, ihre Autorität hier durchzusetzen. Erschwerend kam hinzu, dass die wirtschaftlichen Erträge in den schottischen Highlands wegen der kargen Böden gering waren, so dass es für die schottischen Monarchen wenig attraktiv war, ihre knappen Ressourcen zu verwenden, um das schottische Hochland stärker in den schottischen Staat zu integrieren. Das Machtvakuum, das damit in den Highlands existierte, wurde von den größeren schottischen Clans gefüllt. Diese standen häufig in Konkurrenz zueinander und bekriegten sich bis ins 17. Jahrhundert hinein.
Ab dem 16. Jahrhundert wurden verschiedene Strategien versucht, um den als „gesetzlos“ und „barbarisch“ gesehenen Nordwesten besser unter die Kontrolle der Krone zu bekommen. So wurde 1580 von den führenden Clan Chiefs per Gesetz Sicherheiten zwischen 2000 und 20.000 schottischen Pfund verlangt, um das Wohlverhalten ihrer Untergebenen zu garantieren. König James VI. fügte mit den Statutes of Iona noch eine neue Maßnahme hinzu, der die Clan Chiefs zustimmen mussten. Die Statuten verlangten  unter anderem die Unterdrückung von Bettelei und Vagabuntentum, die effektive Kontrolle der Whiskyherstellung und die Erziehung der Söhne bedeutender Highland-Familien in den englischsprachigen Lowlands sowie das Verbot für gewöhnliche Clanmitglieder, Waffen zu tragen. Inwieweit diese Maßnahmen auch sofort praktisch eine Auswirkung hatten, ist jedoch nicht klar.
In Kriegen der drei Königreiche von 1644 bis 1651, eine Serie von Bürgerkriegen in Schottland, Irland und England, waren auch Gebiete der Highlands massiv betroffen: Einige der blutigsten Kämpfe fanden in den südwestlichen und zentralen Highlands statt (Wars of the Covenanters). Verschiedene Clans schlossen sich entgegengesetzten Seiten im Krieg an. Der größte Highlandclan, der Clan Campbell, trat auf die Seite der Covenanters, während ihre Rivalen, vor allem Clan MacDonald, auf der Gegenseite standen.

### Massaker von Glencoe und Jakobitenaufstände
Nachdem sich der britische König Jakob II. durch seine prokatholische Politik in wenigen Jahren (1685–1688) vor allem im protestantischen England unbeliebt gemacht hatte, wurde er durch die sogenannte Glorious Revolution abgesetzt und durch seine Tochter Maria II. und ihren protestantischen Ehemann Wilhelm (William) von Oranien ersetzt. Die Anhänger Jakobs II., die Jakobiten, opponierten zwischen 1689 und 1760 mehrfach gegen die protestantische Thronfolge. Dabei spielten auch die schottischen Clans eine wichtige Rolle.
Die schottischen Hochlandbewohner rebellierten unter der Führung von John Graham of Claverhouse gegen die protestantische Thronfolge. 1690 unterlagen die schottischen Jakobiten in der Schlacht von Cromdale. 1691 besiegten protestantische Truppen Jakob II. in Irland. Am 27. August 1691 bot der neue englische König Wilhelm den schottischen Highland Clans eine Amnestie für ihre Teilnahme am Aufstand an, wenn sie bis zum 1. Januar 1692 einen Treueeid auf ihn ablegen würden. Als Clan MacDonald zögerte und schließlich zu diesem Eid um einen Tag verspätet erschien, wurde dies zum Anlass genommen, große Teile des Clans zu ermorden. Das sogenannte Massaker von Glencoe brachte den Jakobiten in Schottland zusätzliche Sympathisanten ein. Angehörige weiterer Highland Clans unterstützten die Jakobitenaufstände auch, weil das hierarchische Clansystem von den Clanmitgliedern verlangte, dass sie ihrem Clan Chief Militärdienst in Zeiten des Krieges leisteten.
Die Jakobitenaufstände von 1715, mit Beteiligung der Highland Clans, scheiterten jedoch: Es gelang nicht, Jakob II. bzw. später seinem Sohn James Francis Edward Stuart (oder dessen Sohn „Bonnie Prince Charlie“) wieder auf den schottischen Thron zu verhelfen. Nach dem letzten Jakobitenaufstand von 1745 und der verlorenen Schlacht von Culloden waren die aufständischen Highlander besiegt. In der Folge wurde versucht, weitere Aufstände zu verhindern, indem man Gesetze wie den Disarming Act erließ, die das Tragen von Waffen verboten und Sprache, Clanwesen und Traditionen der Highlands unterdrückten.

### Wirtschaftliche Veränderungen im 18. und 19. Jahrhundert
Die Jakobitenaufstände 1715 und 1745 werden häufig als das Ende der Clans im schottischen Hochland gesehen. Der wirtschaftliche Niedergang und soziale Veränderungen begannen jedoch früher. Mit den Statutes of Iona begann eine Verpflichtung für die Clan Chiefs, längere Zeiten in Edinburgh zu verweilen. Eine dadurch aufwendigere Lebensführung, auch damit diese mit englischen Adeligen mithalten konnten, stand relativ geringen Einnahmen aus den Ländereien in den Highlands gegenüber. Die Abwesenheit von ihren Ländereien und das Bedürfnis, ihre Einnahmen zu erhöhen, machte schließlich die Clan Chiefs zu Landbesitzern, die vor allem an der bestmöglichen wirtschaftlichen Nutzung ihrer Ländereien interessiert waren. Als die Lebenshaltungskosten und die Investitionen in ihre Ländereien schließlich die Einnahmen langfristig deutlich überstiegen, waren viele der traditionellen Clan Chiefs gezwungen, ihre Ländereien an englische Investoren oder Schotten aus den Lowlands zu veräußern. Dies und andere Faktoren beschleunigten eine Entwicklung der Highlands von einer Clangesellschaft zu einer Agrargesellschaft, in der Großgrundbesitzer ohne traditionellen Bezug zu ihren Pächtern dominierten.
Die Highland Clearances, die Umsiedlung und auch die gewaltsam erzwungene Vertreibung der Bewohner der Highlands im 18. und 19. Jahrhundert, führte schließlich zu einer fundamentalen Veränderung der schottischen Wirtschaft: Die Highlands wandelten sich von einer Subsistenzwirtschaft mit überwiegend kleinen Pächtern zu einer Landschaft, in denen große Schaffarmen und Ländereien für die Jagd sowie Fischerei dominieren. Viele Schotten fanden in dieser Zeit kein Auskommen mehr und emigrierten freiwillig oder gezwungen vor allem nach Nordamerika.

### Tourismus und Traditionspflege ab dem 18. Jahrhundert
Im 18. Jahrhundert kam zunehmend die Mode unter Engländern und Lowland-Schotten auf, sich für die Highlands als touristisches Ziel zu interessieren und auch Traditionen zu pflegen, die eigentlich den Highlands zugeschrieben werden, wie etwa das Tragen eines Kilts. Mit George IV. besuchte 1822 erstmals seit mehr als einem Jahrhundert ein Monarch Schottland; George trug zum Anlass einen Kilt. Als Folge entstand ein massives Interesse an der Geschichte und den Traditionen der Highland Clans, das bis heute anhält. Ferner gründeten sich in Schottland eine Vielzahl von Clan Societies, die die alten Traditionen pflegen. Durch die Emigration vieler Schotten aus den Highlands nach Übersee entstanden entsprechende Societies auch in Nordamerika.